# 그림니르가 말하기를

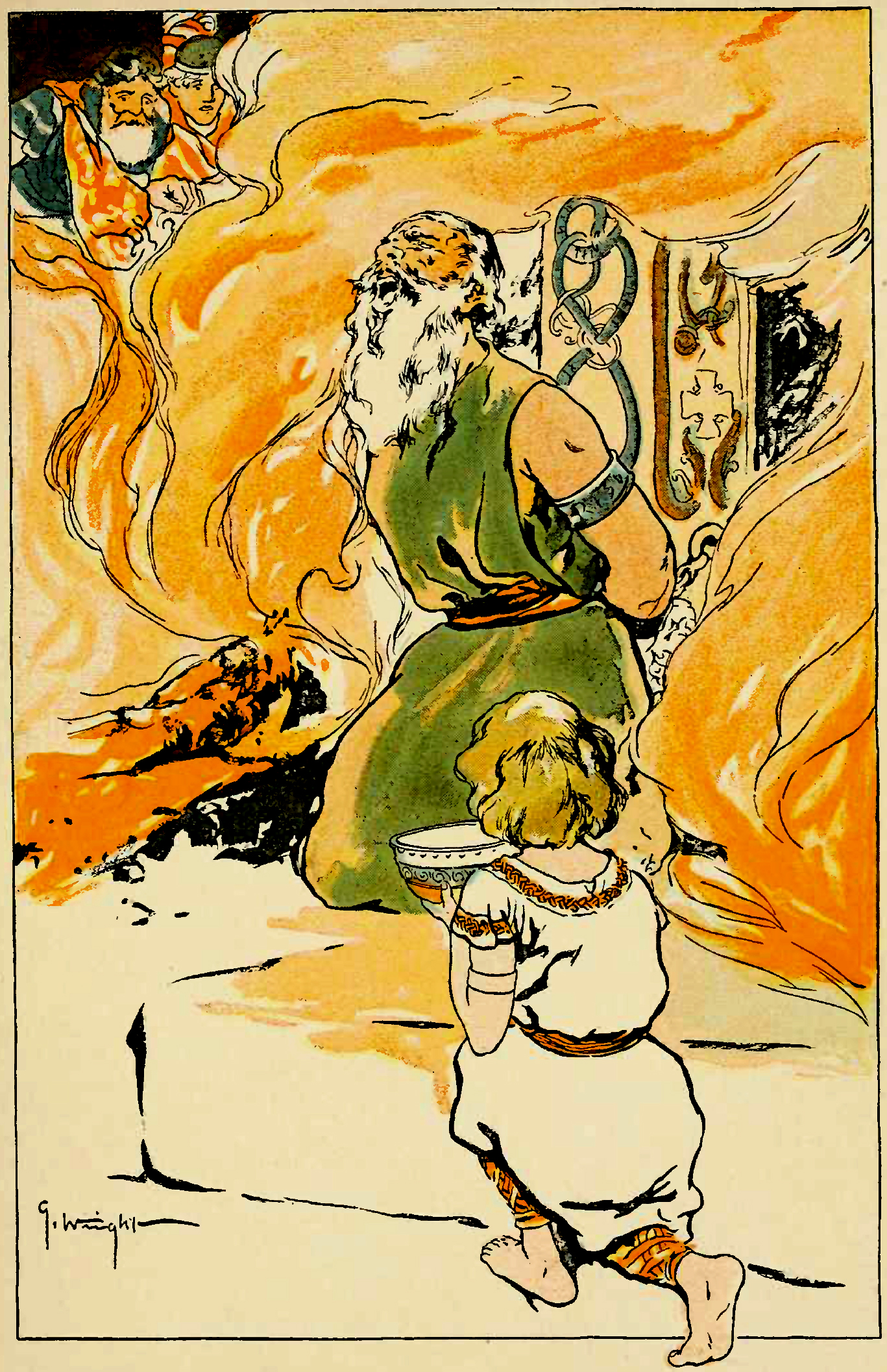
고문당하는 그림니르에게 무언가 마실 것을 주는 아그나르.

〈그림니르가 말하기를〉(고대 노르드어: Grímnismál 그림니스말)은 고 에다의 신화 시가 중 하나이다. 《왕의 서》 필사본과 AM 748 I 4to 필사본 파편에 보존되어 있다. 이 시의 화자는 ‘그림니르’(Grímnir)이며, 그림니르란 신 오딘이 변장한 모습 중 하나이다. 오딘을 알아보지 못한 게이로트(Geirröth) 왕은 그림니르를 고문하고, 오딘은 게이로트가 자기 칼 위에 엎어져 죽게 만든다.

## 줄거리
서사시는 오딘과 그 아내 프리그가 흘리드스캴프에 앉아 여러 세계를 구경하는 장면에서 시작한다. 인간 왕 흐라우퉁(Hrauthung)이 죽고 나서 그 뒤를 이어 왕이 된 흐라우퉁의 아들 게이로트가 두 신의 눈에 들어온다. 게이로트와 그 형 아그나르(Agnarr)는 한때 농부 부부로 둔갑한 오딘과 프리그에게 각각 지혜를 배웠던 바 있다. 이후 게이로트는 왕국으로 돌아가 아버지가 죽고 왕이 되었고, 아그나르는 어느 동굴 속의 여자 거인과 함께 살게 되었다.
흘리드스캴프에 앉은 오딘은 프리그에게 자신이 가르쳤던 게이로트가 프리그가 가르쳤던 아그나르보다 더 잘나 보인다고 말한다. 프리그는 게이로트는 인색하여 자기를 찾아온 손님이 너무 많으면 그 손님을 고문할 위인이라고 쏘아붙인다. 오딘은 프리그에게 이의를 제기하고, 부부는 내기를 하게 된다. 그 뒤 프리그는 자기 시종인 풀라를 게이로트에게 보내 얼마 뒤 한 마법사가 궁전을 찾아와서 그에게 마법을 걸려고 할 것이며, 개들이 그 마법사에게 감히 덤벼들지 못할 것으로 알아볼 수 있을 것이라는 말을 전한다.
게이로트는 풀라의 거짓말을 믿게 되고, 부하들에게 개들이 공격하지 않는 남자를 잡으라는 명령을 내린다. 그리고 암청색 망토를 입은 오딘이 잡혀오게 된다. 오딘은 자신의 이름이 그림니르라고 하지만, 그 이외에는 한 마디도 하지 않는다.
게이로트는 그림니르의 입을 열게 만들기 위해 그를 8일 밤낮동안 두 개의 불덩이 사이에 집어넣고 고문한다. 8일이 지나자 삼촌과 이름이 같은 게이로트의 아들 아그나르(Agnarr)가 그림니르에게 와서 뿔잔 가득 물을 마시게 해 주고, 자기 아버지인 국왕이 그를 고문해서는 안 된다고 이야기한다.
그러자 그림니르는 지고의 주신이라는 자신의 정체를 밝히고, 게이로트의 아들 아그나르에게 그는 고트인들의 군주가 될 것이라는 예언을 내린다.
대략적인 줄거리는 이상과 같고, 그 과정에서 그림니르는 세계의 창조와 세계의 거주자들이 사는 장소들, 그리고 자신이 변장한 여러 모습들에 관한 이야기를 길게 늘어놓는다.
결말 부분에서 그림니르는 게이로트에게 자신의 정체를 밝히며 그를 저주한다. 게이로트는 자신의 실수가 얼마나 큰 것인지 깨닫고 오딘을 불 속에서 꺼내려고 달려간다. 그러나 그 순간 게이로트의 칼이 흘러나와 땅에 떨어지고, 게이로트는 발이 걸려 칼 위로 넘어져 죽고 만다. 오딘은 사라지고, 게이로트의 아들 아그나르가 아버지의 뒤를 이어 왕이 되었다.